# 日登村
日登村（ひのぼりむら）は、島根県大原郡にあった村。現在の雲南市木次町東日登、木次町西日登、木次町寺領、木次町宇谷にあたる。

## 地理
- 河川：斐伊川[1]、久野川[2]

## 歴史
- 1889年（明治22年）4月1日、町村制の施行により、大原郡東日登村、西日登村、寺領村、宇谷村が合併して村制施行し、日登村が発足[3][4]。
- 1951年（昭和26年）中国電力、日登発電所完成[3]。
- 1955年（昭和30年）3月3日、大原郡木次町、仁多郡温泉村と合併し大原郡雲南木次町を新設して廃止された[3][4]。

## 産業
- 農業、養蚕、林業、和紙[2][3]。江戸期から和紙が特産であったが、次第に衰退した[3]。

## 交通

### 鉄道
- 1932年（昭和7年）国有鉄道木次線の木次、三成間が開通し、大字寺領に日登駅開設[3]。

## 教育
- 1947年（昭和22年）日登中学校開校[3]